# Daughters of Bilitis
El grupo Hijas de Bilitis (en inglés: Daughters of Bilitis (DOB)) es considerado como la primera asociación defensora de los derechos de las lesbianas en Estados Unidos. Se formó en 1955 en San Francisco (California). El grupo se concibió como una alternativa social a los bares de lesbianas, que eran ilegales y por lo tanto sujetos a asaltos y acoso policiales. Las fundadoras afirman que no conocían la existencia de las organizaciones homófilas masculinas, como la Mattachine Society, cuando establecieron la organización en 1955.
DOB mantuvo su influencia en las décadas de 1950 y 1960, pero se disolvió debido a tensiones internas en la década de 1970. Sus miembros se enfrentaron a raíz de la necesidad de apoyar el movimiento gay o el feminismo. Uno de los capítulos locales de DOB todavía sobrevivía en Cambridge en 1992.
«Daughters» («hijas») buscaba evocar la similitud con otras organizaciones de «hermanas», como Daughters of the American Revolution, Daughters of the Republic of Texas y United Daughters of the Confederacy. «Bilitis» es el nombre dado a una lesbiana ficticia contemporánea de Safo creada por el poeta francés Pierre Louÿs en su obra Canciones de Bilitis de 1894.

## Capítulos locales
En su momento de mayor extensión, DOB tenía capítulos locales en todos los EE. UU. y Australia. Los capítulos estadounidenses se encontraban en ciudades como Nueva York, Los Ángeles, Nueva Jersey, Detroit, Chicago, Reno, Filadelfia, Cambridge y Boston.

## Miembros famosos
Muchas lesbianas y feministas famosas fueron miembros y dirigentes de los capítulos locales de DOB. Entre ellas:
- Ti-Grace Atkinson, miembro del capítulo de Nueva York (DOB NY), escritora y fundadora de The Feminists.
- Edith Eyde, fundadora de Vice Versa
- Barbara Gittings, fundadora y primera presidenta de DOB NY
- Lorraine Hansberry, escritora para The Ladder, dramaturga
- Del Martin y Phyllis Lyon, fundadoras de Daughters of Bilitis y autoras
- Ellen Povill, miembro de DOB NY
- Ruth Simpson, presidente de DOB NY, fundadora del primer centro comunitario para lesbianas, autora del libro From the Closet to the Courts
- Kay Lahusen, miembro de DOB NY, autora de The Gay Crusaders
- Marion Zimmer Bradley, miembro, autora

## Publicaciones
La publicación regular de DOB se llamaba The Ladder, que se comenzó a publicar en 1956 con ayuda de ONE, Inc. y la Mattachine Society, con quienes DOB mantenía relaciones cordiales. En 1970 las listas de direcciones y las instalaciones para la publicación fueron tomadas y trasladadas por feministas separatistas. Como consecuencia, la revista dejó de publicarse en 1972.
El nombre de la revista es una referencia a la novela The Well of Loneliness (El pozo de la soledad), que profundiza en la alienación y la desesperación de muchas lesbianas. A pesar del anonimato de las colaboradoras, tanto fijas como esporádicas, y la publicación irregular, la revista debía servir figuradamente como escalera para salir del pozo.